# Smrti
Smrti (sa. स्मृति, smṛti; výslovnost s̪mr̩.t̪i), někdy též přepisováno jako smriti (z důvodu přítomnosti vokalického ṛ), je jedna ze dvou základních skupin hinduistických textů (druhou je šruti, tzn. texty zjevené, védy). Spisy ze skupiny smrti pocházejí z doby po vzniku véd (někdy v 1. polovině 1. tisíciletí př. n. l.).
Patří sem zejména védángy, šrautasútry, grhjasútry, purány, nítišástry, z konkrétních děl hlavně Manusanhitá, Mahábhárata a Rámájana.